# Rivière Malartic
Rivière Malartic är ett vattendrag i Kanada.   Det ligger i provinsen Québec, i den sydöstra delen av landet, 400 km nordväst om huvudstaden Ottawa.
I omgivningarna runt Rivière Malartic växer i huvudsak blandskog. Runt Rivière Malartic är det ganska glesbefolkat, med 25 invånare per kvadratkilometer.